# NGC 1887
NGC 1887 ist die Bezeichnung eines offenen Sternhaufens im Sternbild Dorado am Südsternhimmel. Das Objekt wurde am 23. November 1834 vom britischen Astronomen John Herschel entdeckt.